# Veronica multifida
Veronica multifida — вид квіткових рослин родини подорожникових (Plantaginaceae).

## Біоморфологічна характеристика
Це багаторічна рослина. Відрізняється від V. orientalis перисто- чи двоперисто-розсіченим листям. Листки 5–14 мм, залозисто-запушені, іноді ± сіруваті чи голі. Нижні листки іноді яйцеподібні, пилчасті, листки верхівки пагона часто цілокраї, вузьколінійні. 2n= 16, 32, 48.

## Поширення
Зростає у Причорноморсько-Прикаспійському регіоні (зх. Іран, Туреччина, Росія, Вірменія, Азербайджан, Грузія, Казахстан, Україна, сх. Болгарія).